# Cova de la Font Major
La cova de la Font Major, és un jaciment, declarat bé cultural d'interès local.
Es tracta d'un sistema càrstic binari amb riu subterrani, és una de les set coves més llargues del món formades en conglomerat i una de les poques que s'estén, en gran part, pel subsòl del nucli urbà. S'ubica a l'Espluga de Francolí (Conca de Barberà) al llarg de 3.590 m de corredors descoberts fins ara. Hi és ben palesa l'activitat humana des de temps prehistòrics. Una part de l'interior de la cova està habilitada com a museu, únic en el món d'aquestes característiques.

## Història
Aquesta cova i d'altres que el subsòl amaga donaren nom al poble de l'Espluga de Francolí (del mot llatí spelunca). Les exploracions espeleològiques realitzades a partir del 1956, data en què fou redescoberta pels mitjans científics, fins a l'any 1990, han ultrapassat els 3.590 metres de galeries i han recorregut bona part d'un riu subterrani que sorgeix a l'exterior per la font Major. Això fa que aquesta cova assoleixi l'estàndard internacional de gran cavitat i que, per les seves dimensions, sigui una de les coves més llargues del món, formades en conglomerats.
Tot i que va ser utilitzada fins a l'època romana, a partir de llavors, la cova de la Font Major va ser ignorada. L'any 1853 fou descoberta accidentalment quan un veí del carrer de Sant Antoni, al centre de municipi, va obrir un pou a casa seva, i es va trobar amb la gran galeria. Llavors, una improvisada expedició remuntà el riu fins on els precaris mitjans i la gosadia els ho permeteren. L'expedició descobrí també les grans galeries seques de l'actual entrada, llavors tapada pels sediments dipositats durant segles.
No seria fins al 28 d'agost de 1956 quan membres del Club Excursionista Pirenaic baixaren altre cop pel mateix pou (pou de la Biela) i recorregueren bona part de les galeries fins a un primer sifó que no pogueren flanquejar. Un any després s'obria l'entrada actual. Durant la dècada del 1980 la cova és explorada per l'Equip de Recerques Espeleològiques del Centre Excursionista de Catalunya en el marc d'un estudi promogut pel Servei Geològic de Catalunya. En iniciar els treballs la cova té un recorregut de 882 m, l'any 1985, després de superar un sifò inundat, passa a 2583 m i, l'any 1990 ja arriba als 3590 m, en unir els estrets conductes de la font Major al sistema general de galeries. L'any 1991, a la revista Espeleòleg de l'ERE del CEC es publicava la topografia completa de gran precisió i passava així a ser una de les coves de més recorregut en conglomerats. Després de diversos estudis sobre l'interès científic, cultural i turístic, auspiciats pel mecenes espluguí Lluís Carulla, l'any 1992 s'inicià la reforma per convertir-la en l'actual cova museu, inaugurada el 1994 sota un projecte del Centre d'Estudis Locals amb l'historiador Antoni Carreras i Casanovas al capdavant, i l'impuls de l'Ajuntament de l'Espluga. La cova està situada dins el nucli urbà, té un fàcil accés per a gent de totes les edats i és visitada per 50.000 persones a l'any.
Durant el 2010 es va signar un conveni amb la Societat d'Investigacions Espeleològiques de Tarragona per investigar a l'interior de la cova de la Font Major.
El 30 d'octubre de 2019 Josep Maria Vergès, investigador de l'IPHES (Institut Català de Paleoecologia Humana i Evolució Social), va fer el descobriment del primer santuari paleolític d'art rupestre que es troba a Catalunya. El conjunt d'art rupestre es compon de més d'un centenar de gravats a les parets de la cova formant figures i motius de cérvols, cavalls i bous, i diverses figures abstractes i molts símbols, amb 15.000 anys d'antiguitat i que es va seguir utilitzant fins a l'edat de bronze.Pel nombre i qualitat de les representacions és un dels conjunts més significatius de l'anomenada província paleolítica mediterrània.

## La cova museu
El 1994 es va inaugurar un museu -únic en el món- ubicat sota les roques de la cova, actualment emparat en el complex museístic coves de l'Espluga. La visita esdevé un complet endinsament en la vida i costums de l'humà primitiu, de la formació de la terra, del coneixement de les eines, dels oficis i de l'evolució de l'entorn en què vivim. Hi ha una restitució paleoambiental i un muntatge audiovisual, que inclou fotografies, gràfics i explicacions. S'ha habilitat un recorregut d'aventura, que endinsa els visitants que ho desitgen per l'interior de galeries, tot remuntant un riu subterrani que en sortir a l'exterior rep el nom de Francolí. A més, escolars, famílies i grups varis poden fer rutes i visites, tallers sobre la prehistòria, entre moltes d'altres activitats.
També hi ha la possibilitat de visitar, en una visita especial coordinada per guies i fent servir equipament adequat, la part més fosca i humida de la cova fins a arribar a la sala del Pou de la Biela, on es troba el primer sifó, infranquejable sense respiració autònoma.
Durant el trajecte els visitants coneixen aspectes com:
- La formació de la cavitat subterrània.
- Els pous que van permetre el descobriment.
- El circuit de l'aigua i la trajectòria del riu.
- Les diàclasis, el procés de filtratge i l'escolament de l'aigua.
- La galeria del llac, lloc de culte i enterrament ibèric.

## Formació geològica

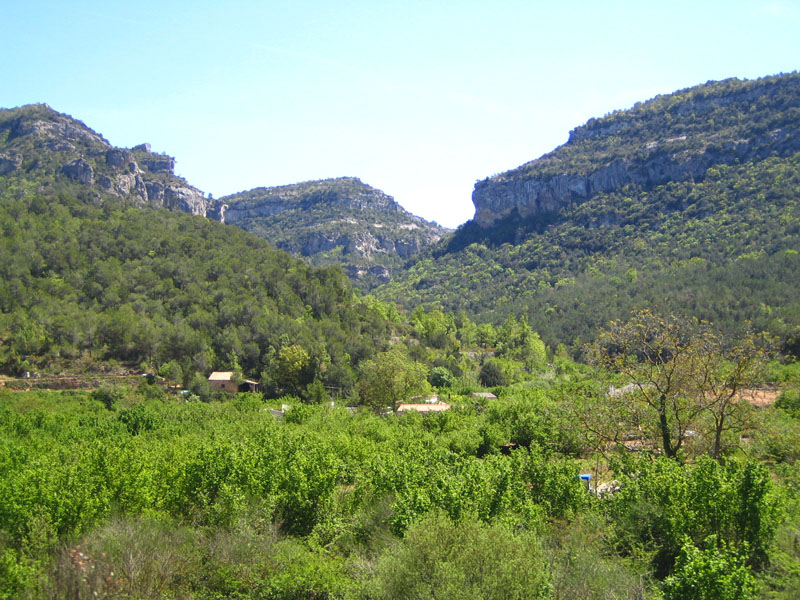
Paratge de les muntanyes de Prades, al terme de Capafonts

El museu està ubicat dins mateix de les galeries de la cova de la Vila i la cova de la Font Major, cavitats que foren excavades per l'aigua en uns terrenys de conglomerats carbonatats per on discorre un corrent subterrani que, en sorgir a l'exterior per la font Major de l'Espluga, forma el naixement del riu Francolí, després d'haver recorregut quilòmetres de galeries pel subsòl del vessant septentrional de les muntanyes de Prades. Els darrers trams d'aquesta cavitat que travessen de llarg a llarg el poble de l'Espluga de Francolí, formen un conjunt de galeries que ultrapassen els 3.600 m de cavitats descoberts fins ara.